# Josep Camprubí i Duocastella
Josep Camprubí i Duocastella (Manresa, 11 de desembre de 1954) va ser l'alcalde de Manresa entre els anys 2006 i 2011, i regidor de l'ajuntament des del 1999.
És l'alcalde d'aquesta ciutat des del 29 d'abril del 2006 quan el seu predecessor Jordi Valls va dimitir per poder accedir al càrrec de Conseller de Treball i Indústria de la Generalitat de Catalunya en el govern de Pasqual Maragall. Josep Camprubí, vinculat al PSC-PSOE, va ser elegit alcalde el 2007.